# George Latimer
George Stephen Latimer (ur. 22 listopada 1953 w Mount Vernon) – amerykański polityk, członek Partii Demokratycznej.

## Działalność polityczna
Od 2005 do 2012 zasiadał w New York State Assembly, a od 2013 do 2017 w New York State Senate. Od 3 stycznia 2025 jest przedstawicielem 16. okręgu wyborczego w stanie Nowy Jork w Izbie Reprezentantów Stanów Zjednoczonych.